# Shambu
Shambu är en ort i Etiopien.   Den ligger i regionen Oromia, i den centrala delen av landet, 190 km väster om huvudstaden Addis Abeba. Shambu ligger 2 576 meter över havet och antalet invånare är 15 354.
Terrängen runt Shambu är kuperad. Runt Shambu är det ganska tätbefolkat, med 155 invånare per kvadratkilometer. Det finns inga andra samhällen i närheten. I omgivningarna runt Shambu växer huvudsakligen savannskog.